# حزب سورية للجميع
حزب سورية للجميع هو حزب وطني سوري يسعى لحل الأزمة السورية عبر البوابة الإقتصادية. تم تأسيس الحزب في 23 أبريل 2009 في باريس، ويحث حزب سورية للجميع إيجاد حل للأزمة السورية بدون أي تدخل عربي، إقليمي أو دولي.
الهدف الأساسي للحزب هو إنهاء معاناة السوريين. انشئ الحزب على قواعد هي: إحترام حقوق الإنسان، الديمقراطية والتنمية الإقتصادية.

## وصلات خارجية
- plus.google.com/110246876829293248451 صفحة جوجل + حزب سورية للجميع
- www.alarabiya.net/articles/2012/01/24/190296.html